# Moritz Zdekauer
Moritz Jakob Franz Zdekauer (8. března 1770 Praha – 7. července 1845 Praha) byl česko-německý podnikatel a bankéř židovského původu působící v Praze v době počátků průmyslové revoluce v Čechách. Vlastnil v Praze několik nemovitostí a usedlostí s pozemky a patřil k nejbohatším pražským měšťanům.

## Život

### Mládí
Narodil se v pražském židovském ghettu v rodině Simona (Izáka) Zdekauera a jeho manželky Judith, rozené Martius. Aby dosáhl plných občanských majetkových práv a vyššího sociálního statutu, vzdal se své židovské víry.

### Bankéř a podnikatel
Roku 1803 založil v Praze svůj bankovní dům, který pak úspěšně vedl. Roku 1819 se podílel na založení Schraňovací pokladnice pro město Prahu a pro Čechy, známější pod názvem Česká spořitelna (Böhmische Sparkasse). V Praze stál v čele iniciativy myšlenky spořivosti jako výrazu píle pražský policejní ředitel a guberniální rada Josef von Hoch, který podal první návrh na založení pražské spořitelny, spolu se Zdekauerem investovala do podniku řada významných osobnosti: šlechtici mj. August Lobkowitz, Jan Adolf II. ze Schwarzenbergu, podnikatelé Leopold von Lämmel, Josef Schicht, Karel II. Egon z Fürstenbergu a další. Spořitelna v Praze zahájila svou činnost symbolicky 12. února 1825 – v den narozenin císaře Františka I. 13. března 1825 se konalo první generální shromáždění vkladatelů, na němž byli do čela spořitelny zvolení čtyři ředitelé: hejtman Josef von Hoch a bankéři Leopold von Lämmel, Moritz Zdekauer a Karel August Fiedler.
Díky svému podnikání získal Zdekauer značný majetek, mj. byl majitelem usedlostí Kuchynka, Švihanka a zahrady Kanálka na Královských Vinohradech.

### Plavební společnost
Roku 1822 se spolu s finančníky a podnikateli Leopoldem Lämmelem, Karlem Kleinwächterem a dalšími podílel na založení Pražské paroplavební a plachetní společnosti, zajišťující říční dopravu po Vltavě a Labi až do přístavu v Hamburku. 5. července 1838 obdržel od císaře privilegium na paroplavbu po Vltavě a Labi. Do roka však firma nebyla schopna uvést do provozu alespoň jeden parník a privilegium tak propadlo.

### Úmrtí
Moritz Zdekauer zemřel 7. července 1845 v Praze ve věku 75 let.

### Rodinný život
Byl ženatý s Charlotte Cheyle Karolinou Zdekauer, rozenou Frankl, a byl otcem celkem čtrnácti dětí. Po jeho smrtí pokračovali v podnikatelských a bankéřských aktivitách mj. jeho synové Friedrich Zdekauer (posléze nobilitován svobodným pánem von Treukrona). Moritz Zdekauer mladší a Karl Zdekauer. Moritzovým vnukem byl pak Eduard Suess, význačný rakouský paleontolog a geolog, který byl synem jeho prvorozené dcery Eleonory Friederiky.
Jméno rodinné firmy, Moritz Zdekauer se značkou MZ nesla též v letech 1884-1945 porcelánka ve Staré Roli u Karlových Varů, zakoupená rodinnou firmou Zdekauer roku 1884. Synové však neměli otcovy podnikatelské schopnosti, dosud široký sortiment výrobků redukovali na běžné užitkové zboží a od roku 1922 výrobu začlenili do německého koncernu C. M. Hutschenreuther